# Universidad Autónoma Chapingo
La Universidad Autónoma Chapingo (UACh) (antes, Escuela Nacional de Agricultura o ENA) es una institución pública de educación media superior y superior en México, encargada de la enseñanza e investigación en las ciencias agronómicas y ambientales, enfocadas principalmente en el desarrollo del medio rural. 
La oferta educativa proporcionada por la institución es de educación a nivel de preparatoria, licenciatura y posgrado. Cuenta con una vasta diversidad cultural, debido a que sus estudiantes provienen de todos los rincones del país. Es posible ingresar a nivel preparatoria o propedéutico, para estudiantes provenientes de nivel secundaria y nivel preparatoria, respectivamente. Esto ha permitido que sea una de las pocas universidades en México que cuenta con estudiantes y egresados de cada uno de los 32 estados de la república. Por los servicios que proporciona, es considerada una universidad asistencialista, pues cubre la mayoría de las necesidades de los estudiantes, según la categoría asignada:
- Alumno becado interno: Beca, comida, hospedaje, viáticos, servicios médicos, peluquería, lavandería, zapatería y ropería.
- Alumno becado externo: beca, comida, servicios médicos y viáticos .
- Alumno externo total: comida (sujeta a pago simbólico), viáticos y servicios médicos.

Los servicios son independientes de los servicios educativos, deportivos y culturales que brinda a todos, sin importar la categoría, aunque los servicios médicos únicamente se brindan en días hábiles. 
La universidad organiza anualmente a inicios del mes de octubre la Feria Nacional de la Cultura Rural, en la cual se realiza una amplia muestra artesanal, gastronómica y cultural de las distintas regiones rurales de México, con dedicatoria a una región cultural diferente cada año.[cita requerida]
En el interior de la universidad existen algunos atractivos culturales, como la rectoría (en cuyo interior se halla la Capilla Riveriana, obra del pintor mexicano Diego Rivera). Frente a esta fachada, se encuentra la fuente de Las Circasianas. También se puede visitar El Partenón y el Museo Nacional de Agricultura. La Universidad Autónoma Chapingo cuenta con gran variedad de obras artísticas: esculturas, murales, portones aunado cuenta con la biblioteca especializada en agronomía más grande de América Latina.[cita requerida]

## Historia
| Periodo   | Etapa                                  |
| --------- | -------------------------------------- |
| 1854-1880 | Formación inicial                      |
| 1888-1914 | Científicos vs hacendados              |
| 1920-1940 | ENA en el México revolucionario        |
| 1940-1970 | La agronomía en la revolución agrícola |
| 1970-2010 | Los límites de la revolución verde     |
| 2010-2015 | La nueva UACh                          |

La Escuela Nacional de Agricultura (ENA) se fundó oficialmente el 22 de febrero de 1854, en el Convento de San Jacinto, en San Ángel (Ciudad de México). Posteriormente, en 1923, el presidente Álvaro Obregón, que tuvo por costumbre arrebatar de sus bienes a las familias más acaudaladas de su época, expropió la Hacienda de Chapingo, que pertenecía a la familia del general Manuel González Flores (quien fue presidente de México en el periodo 1880-1884), con el propósito de construir ahí una universidad agraria.
La ENA se trasladó a la Hacienda de Chapingo, donde inició sus actividades el 20 de noviembre de 1923. La escuela adoptó el lema "Enseñar la explotación de la tierra, no la del hombre", que se encuentra plasmado en su Acta de Inauguración, en Chapingo.
Se realizaron cambios muy importantes en 1941, en relación con la política de admisión de la escuela, pues para ingresar a la misma se exige como requisito la culminación de los estudios a nivel secundaria; de esta forma, se estableció la preparatoria agrícola, de tres años, y la especialidad, de cuatro años.
El 22 de febrero de 1959, se creó el Colegio de Posgraduados de la Escuela Nacional de Agricultura (más tarde, este se estableció como organismo independiente en Montecillo, estado de México), lo que constituyó un impulso fundamental para el desarrollo de la educación agrícola superior del país.
Durante los años 1962-1963, la entonces Secretaría de Agricultura y Ganadería y el director de la ENA decretaron la desaparición de la Preparatoria Agrícola. Sin embargo, en 1966 el H. Consejo Directivo decidió reabrirla, con lo que favoreció el ingreso de alumnos provenientes de las áreas rurales del país; a partir de entonces, se acepta el ingreso de estudiantes que han concluido el nivel secundaria o preparatoria.
En 1969, en un ambiente democrático, se inició la desaparición de la disciplina militar, y en 1973 se logró el establecimiento de la autodisciplina. En esa época, se gestaron importantes reformas en las políticas del gobierno de la escuela, y se presentaron dos proyectos para la transformación de la escuela en universidad; éstos fueron el UNRAM y la UNACH, y se enviaron a las cámaras legislativas mexicanas para su análisis y aprobación. El 30 de diciembre de 1974, se publicó, en el Diario Oficial de la Federación, la promulgación de la Ley que crea la Universidad Autónoma Chapingo.
El proceso de transformación de escuela a universidad culminó en 1978, con la formulación del Estatuto de la Universidad Autónoma Chapingo; a partir de entonces, todas las actividades y planteamientos políticos, inherentes a la institución, se rigen a través de dicho estatuto. En el 2020,  sus actividades contó con los siguientes departamentos y divisiones: Preparatoria Agrícola, División de Ciencias Forestales, División de Ciencias Económico Administrativas, Fitotecnia, Ingeniería Agroindustrial, Irrigación, Mecánica Agrícola, Parasitología Agrícola, Sociología Rural, Suelos, Zonas Áridas y Zootecnia.

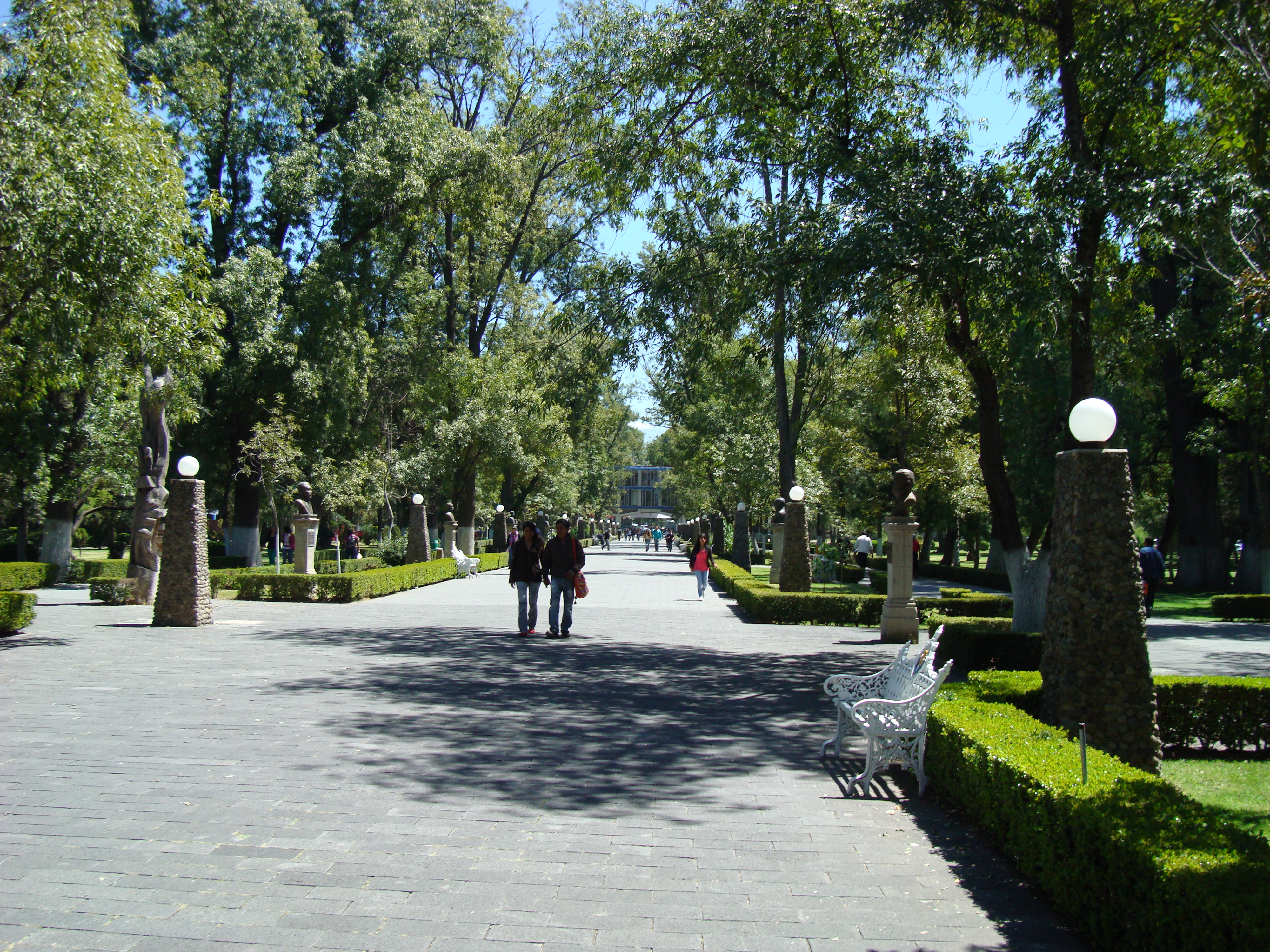
La Calzada de los Agrónomos Ilustres, trayecto representativo de la universidad.

Desde su creación, la universidad ha experimentado un proceso de expansión en cuanto a las diferentes orientaciones de la agronomía, tanto a nivel licenciatura como en posgrado. Es así como se han creado las carreras de: Agroecología, Mecánica Agrícola, Estadística, Forestal Industrial, Forestal, Restauración Forestal, Administración de Empresas Agropecuarias, Comercio Internacional de Productos Agropecuarios, Economía Agrícola, Planeación y Manejo de los Recursos Naturales Renovables, Agrónomo Especialista en Zonas Tropicales, Sistemas Pecuarios y Sistemas Agrícolas de Zonas Áridas. Dentro del propio seno universitario se han creado las maestrías en ciencias en economía del desarrollo rural, sociología rural, producción animal, protección vegetal, ciencias forestales, desarrollo rural regional, horticultura y los doctorados en ciencias en economía agrícola y en ciencias agrarias.[cita requerida]

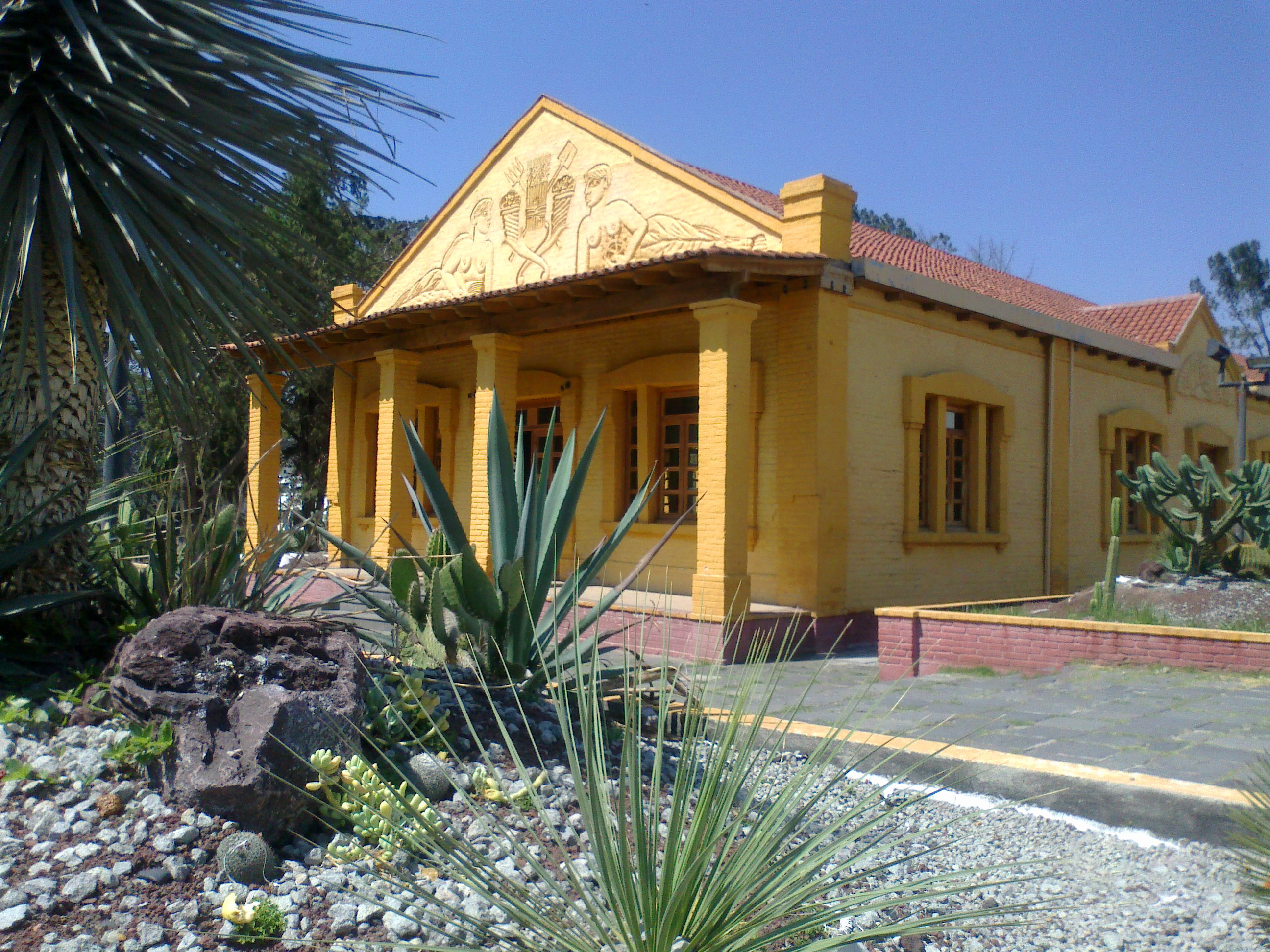
El Partenón Universitario es la sede del consejo universitario, donde se reúnen los órganos de gobierno de la Universidad Autónoma Chapingo.

### Denuncias
En julio del 2025, un grupo de profesores y alumnos de la institución denunciaron represión, acoso laboral y despidos injustificados por parte del rector y el jefe de la Unidad Jurídica, vinculados con la organización priísta Antorcha Campesina.

## Organización institucional
De acuerdo con el Estatuto Universitario, la estructura de gobierno de la UACh está conformada por las siguientes instancias:
- La comunidad universitaria
- El Honorable Consejo Universitario
- El rector
- Las comunidades regionales
- Los consejos regionales
- Los vicerrectores
- Las Comunidades de División
- Los Consejos de División
- Los Directores de División
- Las Comunidades de Departamento
- Los Consejos de Departamentos
- Los Jefes de Departamentos

## Organización estructural

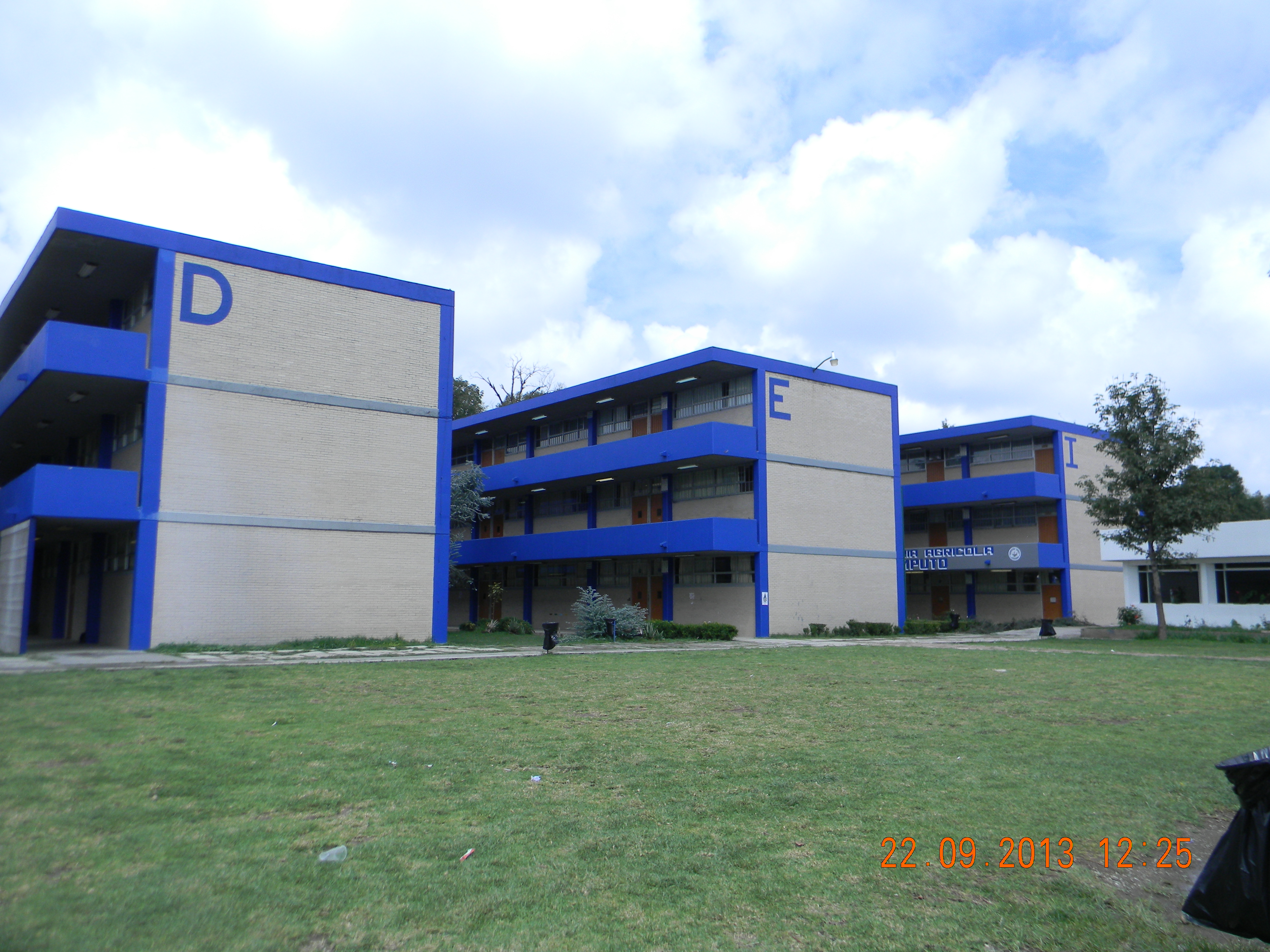
Vista de los edificios de la Preparatoria Agrícola de la UACh

### Campus central (Chapingo, Texcoco, Estado de México)
- Preparatoria Agrícola
  - Preparatoria Agrícola (3 años)
  - Propedeutico (1 año)
- Departamento de Enseñanza Investigación en Agroecología
  - Ingeniería en  Agroecología

- División de Ciencias Económico Administrativas (DICEA)
  - Ingeniero en Economía Agrícola (INGEA)
  - Licenciatura en Economía (LE)
  - Licenciatura en Administración y Negocios (LAN)
  - Licenciatura en Comercio Internacional (LCI)
  - Maestría en Ciencias en Economía Agrícola y de los Recursos Naturales (MCEARN)
  - Doctorado en Ciencias en Economía Agrícola (DCEA)

- División de Ciencias Forestales (DICIFO)
  - Ingeniería Forestal (IF)
  - Ingeniería Forestal Industrial (IFI)
  - Ingeniería en Restauración Forestal (IRF)
  - Licenciatura en Estadística (LEST)
  - Maestría en Ciencias en Ciencias Forestales y del Ambiente (MCCFA)
  - Doctorado en Ciencias en Ciencias Forestales y del Ambiente (DCCFA)

- Departamento de Enseñanza Investigación en Fitotecnia
  - Ingeniería Agronómica Especialista en Fitotecnia (IAEF)
  - Licenciatura en Agronomía en Horticultura Protegida (LAHP)
  - Maestría en Ciencias en Horticultura (MCA)
  - Maestría en Ciencias en Biotecnología Agrícola (MCBA)
  - Doctorado en Ciencias en Horticultura (DCH)
  - Doctorado en Ciencias en Agricultura Multifuncional para el Desarrollo Sostenible (DoCAMDS)
- Departamento de Ingeniería Agroindustrial (DIA)
  - Ingeniería Agroindustrial (IA)
  - Maestría en Ciencia y Tecnología Agroalimentaria (MCTA)
  - Doctorado en Ciencias Agroalimentarias (DoCA)
- Departamento de Ingeniería Mecánica Agrícola (DIMA)
  - Ingeniería en Mecánica Agrícola (IMA)
  - Ingeniería en  Mecatronica Agrícola (IMTA)
  - Maestría en Ingeniería Agrícola y Uso Integral del Agua (IAUIA)
  - Doctorado en Ingeniería Agrícola y Uso Integral del Agua (IAUIA)
- Departamento de Enseñanza Investigación en Irrigación
  - Ingeniero en Irrigación (II)
  - Maestría en Ingeniería Agrícola y Uso Integral del Agua (IAUIA)
  - Doctorado en Ingeniería Agrícola y Uso Integral del Agua (IAUIA)
- Departamento de Enseñanza Investigación en Parasitología Agrícola
  - Ingeniería Agrónomica Especialista en Parasitología Agrícola (IAEPA)
  - Maestría en Ciencias en Protección Vegetal (MCPV)
- Departamento de Enseñanza Investigación en Sociología Rural
  - Ingeniería Agrónomica Especialista en Sociología Rural (IAESR)
  - Maestría en Ciencias en Sociología Rural (MCSR)
  - Doctorado en Ciencias en Educación Agrícola Superior (DCEAS)
  - Doctorado en Ciencias en Ciencias Agrarias (DCCA)
  - Doctorado Interinstitucional en Economía Social Solidaria (DIESS)
- Departamento de Enseñanza Investigación en Suelos
  - Ingeniería Agrónomica Especialista en Suelos (IAES)
  - Ingeniería en Recursos Naturales Renovables (IRNR)
  - Maestría en Ciencias en Agroforestería para el Desarrollo Sostenible (MCADS)
- Departamento de Enseñanza Investigación en Zootecnia
  - Ingeniería Agrónomica Especialista en Zootecnia (IAEZ)
  - Maestría en Ciencias en Innovación Ganadera (MCIG)
  - Doctorado en Ciencias en Innovación Ganadera (DCIG)
- Centro de Investigaciones Económicas, Sociales y Tecnológicas de la Agroindustria y la Agricultura Mundial (CIESTAAM)
  - Maestría en Ciencias en Estrategia Agroempresarial (MCEA)
  - Maestría en Estrategia Agroempresarial (MEsA)
  - Doctorado en Problemas Económico Agroindustriales (DPEA)

### Unidad Regional Universitaria Sursureste (Puyacatengo, Teapa, Tabasco)
- Propedeutico
- Ingeniera Agrónomica Especialista en Zonas Tropicales

### Unidad Regional Universitaria de Zonas Áridas (Bermejillo, Durango)
- Propedeutico
- Preparatoria Agrícola
- Ingeniería en Sistemas Agrícolas
- Ingeniería en Sistemas Pecuarios
- Ingeniería en Sistemas Agroalimentarios
- Licenciatura en Medicina Veterinaria y Zootecnia (Apertura en agosto de 2024)
- Maestría en Ciencias en Recursos Naturales y Medio Ambiente en Zonas Áridas
- Doctorado en Ciencias en Recursos Naturales y Medio Ambiente en Zonas Áridas

### Centro Regional Universitario del Anáhuac (Chapingo, Texcoco, Estado de México)
- Ofrece únicamente materias optativas para alumnos de los distintos DEIS y Divisiones del campus central

### Centro Regional Universitario Centro Occidente (Morelia, Michoacán)
- Ingeniería en Agricultura Sostenible (IAS)
- Maestría en Ciencias en Desarrollo Rural Regional (MCDRR)
- Doctorado en Ciencias en Desarrollo Rural Regional (DCDRR)

### Centro Regional Universitario Centro Norte (Morelos, Zacatecas)
- Propedeutico
- Ingeniería en Agricultura Sostenible (IAS)
- Maestría en Ciencias en Desarrollo Rural Regional (MCDRR)
- Doctorado en Ciencias en Desarrollo Rural Regional (DCDRR)

### Centro Regional Universitario Noroeste (Ciudad Obregón, Sonora)
- Ingeniería en Agricultura Sostenible (IAS)

### Centro Regional Universitario Oriente (Huatusco, Veracruz)
- Propedeutico
- Ingeniería en Gestión de Redes Agroalimentarias (IGRA)

### Centro Regional Universitario Península de Yucatán (Mérida, Yucatán)
- Propedeutico
- Ingeniería en Desarrollo Agroforestal (IDA)

### Centro Regional Universitario Sur (Zimatlán de Álvarez, Oaxaca)
- Propedeutico
- Ingeniería en Agricultura Sostenible (IAS)

### Centro de Educación Continua (Chapingo, Texcoco, Estado de México)
Los diplomados se ofrecen en el Centro de Educación Continua (CEC) el cual es una instancia cuyo propósito fundamental es atender las exigencias y necesidades del sector agrícola, del campo y los campesinos, brindando atención y servicios de capacitación y actualización tendientes a fomentar una agricultura rentable para los productores, generando valor agregado a sus unidades de producción, a empresas, agrupaciones de egresados e instituciones de la iniciativa pública y privada. Algunos de los diplomados ofrecidos son los siguientes:
- Administración Digital de Agroempresas
- Administración Gerencial Computarizada de Agroempresas
- Agricultura Digital con Drones
- Agroforestería
- Desarrollo de agronegocios
- Cafeticultura
- Citricultura
- Desarrollo sustentable y nueva ruralidad
- Educación ambiental
- Energías Renovables en la Agricultura
- Fertilidad de Suelos y Nutrición Vegetal
- Formulación y evaluación de proyectos de inversión
- Fruticultura tropical
- Fruticultura de clima templado
- Gestión agroempresarial
- Gestión de la calidad e inocuidad de la agroindustria
- Panorama de la Agricultura y la Naturaleza en el Siglo XXI
- Políticas e instrumentos para el sector agropecuario y desarrollo rural
- Políticas Públicas para el Sector Agropecuario en México
- Recursos naturales y tecnología
- Riego presurizado y fertirrigación

### Centros de investigación
- Centro de Agroforestería para el Desarrollo Sostenible (CADS)
- Centro de Investigaciones Económicas, Sociales y Tecnológicas de la Agricultura y la Agroindustria Mundial (CIESTAAM)
- Centro de Validación y Transferencia de Tecnología Agropecuaria (CENVyTT), ubicado en Rosamorada, Nayarit.

A través de los Centros Regionales, la Universidad Autónoma Chapingo complementa el desempeño de sus actividades sustantivas como son la formación de recursos humanos de alto nivel técnico y científico, la investigación, el servicio universitario, la difusión de la cultura e incursionar en la producción agropecuaria y forestal.[cita requerida]

### Laboratorio Nacional de Investigación y Servicio Agroalimentario y Forestal (LANISAF)
Ubicado en el Edificio Efraím Hernández Xolocotxi dentro del Campus Central de la Universidad en Chapingo, México. El laboratorio cuenta con la infraestructura, equipo y personal capacitado para realizar servicios analíticos especializados y también ejecutar proyectos de investigación.
El LANISAF proporciona servicios de ensayo que permiten el análisis y la identificación de diferentes elementos como, por ejemplo, nutrientes, metabolitos, caracterización genética en matrices del área agroalimentaria y forestal, en muestras de suelos, agua, alimentos, maderas, tejido vegetal, alimentos procesados y otros.
De esta manera se cubren las necesidades de ensayo de agricultores e investigadores del ámbito agroalimentario y forestal de la región.

### Infraestructura y equipo
- Departamento de Ingeniería Mecánica Agrícola
  - Laboratorios de Energía, Metrología, Pruebas de Motores de Combustión Interna, Sistemas de Control Automático, Propiedades De Materiales Biológicos, Hidráulica y Neumática, Inyección Diesel, Electricidad Automotriz, Electricidad y Electrónica, Mecánica de Materiales, Cómputo (Oficinas), Cómputo (Ingenierías), Mecánica de Suelos y Ciencia De Materiales
  - Talleres de Diseño de Prototipo de Máquinas, Mantenimiento y Reparación de Máquinas, Control Numérico Computarizado (CNC), Máquinas Herramientas Convencionales, Soldadura yMáquinas Agrícolas

Tras 160 años de existencia, Chapingo ha experimentado un notable crecimiento en términos de infraestructura. Se han rescatado las construcciones antiguas y se han construido edificios para administración, capacitación, idiomas, investigación y docencia. Los edificios de los distintos departamentos académicos están integrados por salas de clases, modernos laboratorios de acuerdo a las necesidades de la especialidad, bibliotecas actualizadas, amplias salas de estudios, auditorios, jardines y estacionamiento. Además, cuenta con infraestructura suficiente para prestar servicios asistenciales a 10,000 estudiantes provenientes de zonas rurales y urbanas. Tiene una gran área deportiva con infraestructura y equipo para la práctica de una gran gama de deportes. También cuenta con tres granjas y campos experimentales (agrícolas y forestales), seis unidades escuela, nueve centros regionales de investigación y dos unidades regionales una para el estudio de las zonas áridas y otra de las tropicales, etcétera.[cita requerida]
También se colocaron pararrayos, uno en el reloj de la entrada principal y el otro en las torrecitas de la capilla, así como tres campanas eléctricas para iluminar parte de la entrada principal. La fachada se pintó de color verde brillante (pintura que se mandó traer expresamente de Europa), y se colocó piedra loza de Guanajuato en el piso de la capilla, en el corredor y enfrente de la casa, cuyo interior fue decorado por el arquitecto Antonio Rivas Mercado.[cita requerida]

### Feria de la Cultura Rural y Feria Internacional del libro

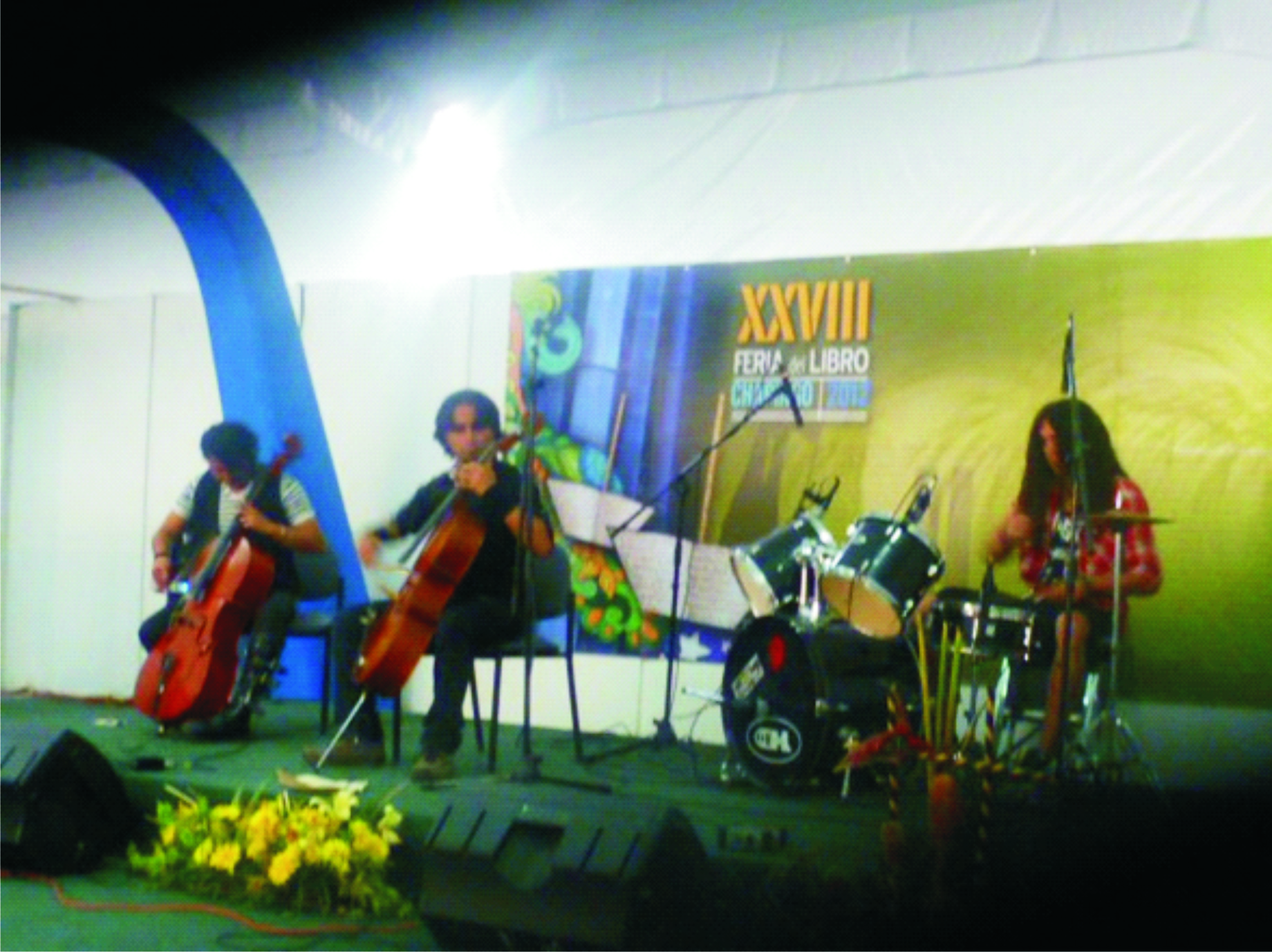
Concierto de jóvenes, en la XXVIII Feria del libro dedicada a Brasil.

La Feria de la Cultura Rural se realiza cada año generalmente en los primeros doce días del mes de octubre, dedicada a las regiones del país: Región Noroeste, Región Noreste, Región Oeste, Región Este, Región Centronorte, Centrosur y Región Suroeste. Participan estudiantes y artesanos de todos los estados del país, quienes realizan exposiciones de artesanías, comidas típicas y eventos tradicionales de cada región de México. La feria enmarca a las 32 entidades del país, como parte del fortalecimiento de la cultura mexicana.[cita requerida]
Entre los eventos importantes el día de la inauguración, 32 alumnos de la universidad modelan los trajes típicos de su lugar de origen asimismo mencionan el significado de cada uno de estos.[cita requerida]
La Feria Internacional del Libro Chapingo es una feria dedicada a la difusión y preservación de obras literarias de diversos géneros. La asistencia a esta feria es muy popular en la Zona Metropolitana de la Ciudad de México. Cada año, la universidad dedica la feria a diferentes países, como Cuba, Brasil, Venezuela, Colombia, Francia.[cita requerida]

## Quema del Libro
Es una celebración estudiantil que ha llegado a ser una tradición dentro de la UACh, el nombre "Quema del Libro" hace referencia a una metáfora que se originó entre los pasantes, la cual, suponía la etapa en la que se dejaba de ser estudiante y se convertían en profesionistas.
La primera "Quema del Libro" se realizó el 18 de julio de 1938, cuando se conformó el primer Consejo Directivo Paritario cuando todavía era la Escuela Nacional de Agricultura (ENA) y tenía un régimen militar. Dentro de la UACh, existen registros que indican que dicha celebración se realizaba a finales del mes de noviembre, justo después de los exámenes anuales. A partir de esos años, dicha celebración ha tenido el reconocimiento por parte de todos aquellos que están ligados a la institución.
Al principio, esta celebración se realizaba con la aportación de los "pres" (servicios asistenciales, tales como: jabón, pasta de dientes, cepillo, etc.) retenidos por las revistas de la administración de los alumnos-cadetes y apoyos por parte de la administración central, los cuales administraban los alumnos de 7º grado.
La "Quema del Libro" tenía mucho significado para los alumnos de 7º, ya que significa la culminación del programa académico y culminación de sus estudios de licenciatura. Para los de 1º grado significaba en aquel entonces dejar de ser "pelones" (ya que todo el año permanecían rapados) y liberarse de las molestias (tender camas, barrer cuartos, ser mandaderos, bolear botas, lustrar uniformes, etc.) que les causaban los alumnos-cadetes de grados superiores.
Como parte de las actividades de la "Quema del Libro" se repartían alimentos en dos turnos para la comida o mediante boletos para el ambigou ("ambregú") según decían aquellos alumnos que comían dos raciones (dobleteros), se entregaban trofeos y reconocimientos al mérito deportivo, académico y cultural, sin embargo, el evento cumbre de la celebración era el baile en el patio de honor, en donde se contrataban a las orquestas con mayor reconocimiento del momento.
En la actualidad las festividades son durante una semana entera durante el fin de cursos (principios de junio), en el que existen varios eventos empezando con el recorrido de todos los egresados con música de viento por el periférico de la universidad pasando por los Departamentos, obras de teatro, conciertos, bailes, la famosa toma de la foto generacional, las respectivas cenas-baile, entre otros. 
Al inicio de la semana de la "quema" se hace un último pase de lista de todos los egresados tanto del campus central Chapingo y las unidades que se encuentra en Bermejillo, Durango y Puyacatenco, Tabasco. 
Después de la toma de foto generacional, que tiene como fondo la Rectoría de la Universidad, se hace la simbólica quema de los años, en la que cada egresado pasa al patio del edificio principal a hacer una quema de cañas de maíz representando el número de años de permanencia en la UACh, cinco cañas para los que ingresaron a Propedéutico y siete para los de Preparatoria Agrícola; en el que también se hace el simbólico juramento a Chapingo.

### Deportes
Atletismo,
Halterofilia, 
Soccer,
Basquetbol, 
Tenis,
Natación, 
Montañismo, 
Musculación, 
Fútbol americano, 
Tocho,
Lima Lama,
Judo,
Lucha olímpica,
Equitación,
Charrería,
Frontenis,
Fútbol rápido,
Aeróbics,
Spinning,
Gimnasia,
Taekwondo.

## Rectores y directores
| Nombre                              | Periodo           | Cargo              |
| ----------------------------------- | ----------------- | ------------------ |
| Lic. José María Arreola             | 1854 - 1855       | Director de la ENA |
| Dr. Leopoldo Río de la Loza         | 1856 - 1860       | Director de la ENA |
| Ing. Joaquín Mier y Terán           | 1856              | Director de la ENA |
| Dr. Juan N. Navarro                 | 1861 - 1862       | Director de la ENA |
| Prof. Joaquín Varela S.             | 1864 - 1867       | Director de la ENA |
| Dr. Ignacio Alvarado                | 1867 - 1876       | Director de la ENA |
| Dr. Gustavo Ruiz Sandoval           | 1877 - 1882       | Director de la ENA |
| Ing. José Joaquín Arriaga           | 1882 - 1883       | Director de la ENA |
| Ing. Sebastián Reyes                | 1884              | Director de la ENA |
| Ing. Jesús Fuentes y Muñiz          | 1884              | Director de la ENA |
| Ing. Pedro J. Sentíes               | 1884 - 1891       | Director de la ENA |
| Ing. Esteban Calderón               | 1891 - 1892       | Director de la ENA |
| Ing. José Carmen Segura             | 1893              | Director de la ENA |
| Dr. Manuel María Villada            | 1894              | Director de la ENA |
| Ing. Rafael Barba                   | 1900 - 1902       | Director de la ENA |
| Dr. Manuel de la Ibarrola y B.      | 1903 - 1907       | Director de la ENA |
| Ing. Rómulo Escobar Zerman          | 1907 - 1909       | Director de la ENA |
| Ing. Basiliso Romo                  | 1909 - 1911       | Director de la ENA |
| Ing. Manuel R. Vera                 | 1912              | Director de la ENA |
| Ing. Andrés Basurto L.              | 1913              | Director de la ENA |
| Ing. Virgilio Figueroa              | 1913 - 1914       | Director de la ENA |
| Ing. Agustín Aragón León            | 1914 - 1915       | Director de la ENA |
| Ing. Juan E. Contreras              | 1915              | Director de la ENA |
| Ing. Justino Martínez Tagle         | 1920 - 1922       | Director de la ENA |
| Ing. José Mares Germán              | 1922 - 1923       | Director de la ENA |
| Ing. Marte R. Gómez                 | 1923 - 1924       | Director de la ENA |
| Ing. Marte R. Gómez                 | 1923 - 1924       | Director de la ENA |
| Ing. Waldo Soberón y Parra          | 1925, 1927 - 1928 | Director de la ENA |
| Ing. Juan Ballesteros A.            | 1925 - 1926       | Director de la ENA |
| Ing. Nabor Cuervo M.                | 1926 - 1928       | Director de la ENA |
| Ing. Manuel Mesa Andraca            | 1928 - 1930       | Director de la ENA |
| Ing. Juan Manuel Corona S.          | 1930 - 1931       | Director de la ENA |
| Ing. Francisco Calles G.            | 1931              | Director de la ENA |
| Ing. Manuel Cadena S.               | 1931 - 1932       | Director de la ENA |
| Ing. Ernesto Martínez de Alva       |                   | Director de la ENA |
| Ing. Alfredo Valle Rivera           | 1932 - 1933       | Director de la ENA |
| Ing. José Mares Germán              | 1933 - 1934       | Director de la ENA |
| Ing. Guillermo Brond Whitt          | 1934 - 1936       | Director de la ENA |
| Ing. Conrado Rodríguez y R.         | 1936 - 1937       | Director de la ENA |
| Ing. Emilio López Zamora            | 1937 - 1938       | Director de la ENA |
| Ing. Alfredo Rico R.                | 1938 - 1939       | Director de la ENA |
| Ing. Waldo Soberón y Parra          | 1939 - 1941       | Director de la ENA |
| Ing. Héctor Lazos González          | 1941 - 1945       | Director de la ENA |
| Ing. Jesús Alarcón Moreno           | 1945 - 1952       | Director de la ENA |
| Ing. Humberto Ortega C.             | 1953 - 1956       | Director de la ENA |
| Ing. Jesús Muñoz y Vázquez          | 1957 - 1959       | Director de la ENA |
| Ing. Enrique Espinosa V.            | 1959 - 1962       | Director de la ENA |
| Dr. Marcos Ramírez Genel            | 1962 - 1963       | Director de la ENA |
| Ing. Gilberto Palacios de la R.     | 1964 - 1973       | Director de la ENA |
| Dr. Fidel Márquez Sánchez           | 1973 - 1974       | Director de la ENA |
| Ing. Reyes Bonilla Beas             | 1975 - 1977       | Director de la ENA |
| Ing. Rogelio Posadas del Río        | 1977 - 1982       | Rector de la UACh  |
| Ing. Alfonso Ríos Ángeles           | 1982 - 1983       | Rector de la UACh  |
| Ing. Ignacio Méndez Ramírez         | 1983 - 1987       | Rector de la UACh  |
| Dr. Carlos Manuel Castaños          | 1987 - 1988       | Rector de la UACh  |
| Dr. Hugo Ramírez Maldonado          | 1988 - 1990       | Rector de la UACh  |
| Ing. Carlos Orozco Alam             | 1991 - 1994       | Rector de la UACh  |
| Ing. Víctor M. Mendoza C.           | 1994 - 1998       | Rector de la UACh  |
| Dr. José Sánchez Reyes              | 1998 - 2002       | Rector de la UACh  |
| Dr. José Sergio Barrales Domínguez  | 2003 - 2007       | Rector de la UACh  |
| Dr. Aureliano Peña Lomelí           | 2007 - 2011       | Rector de la UACh  |
| Dr. Carlos Alberto Villaseñor Perea | 2011 - 2015       | Rector de la UACh  |
| Dr. José Sergio Barrales Domínguez  | 2015 - 2019       | Rector de la UACh  |
| Dr. José Solís Ramírez              | 2019 - 2022       | Rector de la UACh  |
| Dr. Ángel Garduño García            | 2023 - 2027       | Rector de la UACh  |